# Into the Wild Tour

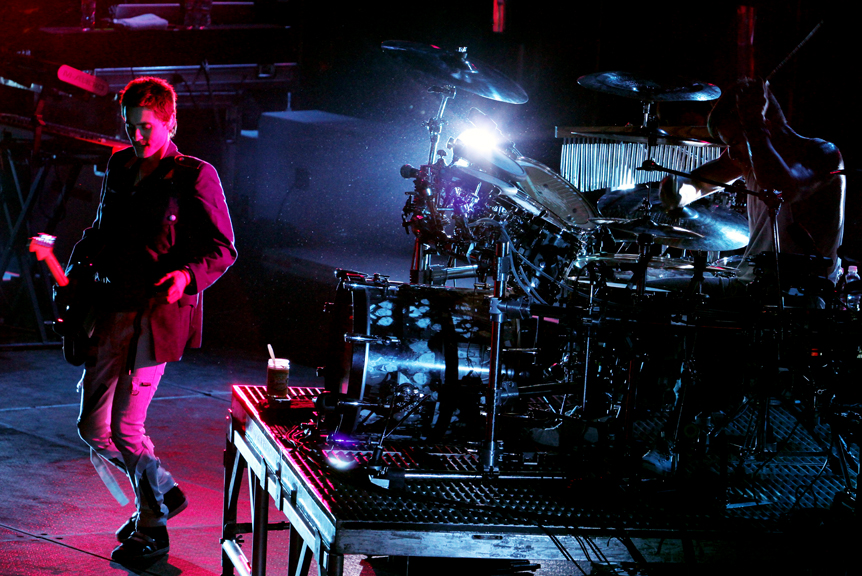
Foto del concierto desde el escenario.

El Into the Wild Tour (también conocido como Hurricane Tour y Closer to the Edge Tour) fue la segunda gira mundial de la banda de rock estadounidense Thirty Seconds to Mars en promoción de su tercer álbum de estudio, This Is War. Se trata de la gira de conciertos musicales más larga de la historia de la música hasta la fecha con 204 conciertos además de 6 cancelaciones.

## Lista de canciones
1. "Escape"
2. "Night of the Hunter"
3. "Attack"
4. "Vox Populi"
5. "From Yesterday"
6. "A Beautiful Lie"
7. "This Is War"
8. "100 Suns"
9. "L490"
10. "Capricorn (A Brand New Name)"
11. "Was It a Dream?"
12. "A Modern Myth"
13. "Closer to the Edge"
14. "The Kill"
15. "Buddha for Mary"
16. "The Fantasy"

Encore
1. "Hurricane"

1. "Kings and Queens"

Inglaterra: Parte 2
1. "Escape"
2. "Night of the Hunter"
3. "A Beautiful Lie"
4. "Attack"
5. "Search and Destroy
6. "Vox Populi"
7. "This Is War"
8. "100 Suns
9. "Closer to the Edge"
10. "L490"
11. "From Yesterday" (Acoustic)
12. "Capricorn (A Brand New Name)"
13. "Alibi"
14. "Bad Romance"
15. "The Kill"
16. "The Fantasy"

Encore
1. "Hurricane"
2. "Kings and Queens"

Europa: Parte 1
1. "Escape"
2. "Night of the Hunter"
3. "Attack"
4. "Vox Populi"
5. "From Yesterday"
6. "A Beautiful Lie"
7. "This Is War"
8. "100 Suns"
9. "L490"
10. "Hurricane"
11. "Alibi"
12. "Revenge"
13. "The Kill"
14. "Closer to the Edge"
15. "Search and Destroy"
16. "The Fantasy"

Encore
1. "Kings and Queens"

Leg 1
1. "Escape"
2. "Night of the Hunter"
3. "Attack"
4. "Vox Populi"
5. "Search and Destroy"
6. "This Is War"
7. "100 Suns"
8. "L490"
9. "Bad Romance"
10. "Capricorn (A Brand New Name)"
11. "The Story"
12. "Alibi"
13. "The Kill"
14. "Closer to the Edge"

Encore
1. "Hurricane"
2. "Kings and Queens"

Leg 2
1. "Escape"
2. "Night of the Hunter"
3. "Attack"
4. "Vox Populi"
5. "Search and Destroy"
6. "A Beautiful Life"
7. "This Is War"
8. "Closer to the Edge"
9. "L490"
10. "From Yesterday"
11. Medley: "The Mission" / "Capricorn (A Brand New Name)"
12. "The Kill"

Encore
1. "Kings and Queens"

Leg 3
1. "Escape"
2. "Night of the Hunter"
3. "A Beautiful Life"
4. "Attack"
5. "Search and Destroy"
6. "Vox Populi"
7. "This Is War"
8. "100 Suns"
9. "Closer to the Edge"
10. "L490"
11. "From Yesterday"
12. "Alibi"
13. "Bad Romance"
14. "The Kill"
15. "The Fantasy"

Encore
1. "Hurricane"
2. "Kings and Queens"

1. "Escape"
2. "Night of the Hunter"
3. "Attack"
4. "Vox Populi"
5. "Search and Destroy"
6. "A Beautiful Life"
7. "This Is War"
8. "100 Suns"
9. "L490"
10. "From Yesterday"
11. "Alibi"
12. "Hurricane"
13. "Closer to the Edge"
14. "The Kill"

Encore
1. "Buddha for Mary"
2. "Capricorn (A Brand New Name)"
3. "Kings and Queens"

Soundwave Festival
1. "A Beautiful Life"
2. "Attack"
3. "Search and Destroy"
4. "This Is War"
5. "Closer to the Edge"
6. "The Kill"
7. "Kings and Queens"

United Kingdom
1. "Escape"
2. "Night of the Hunter"
3. "Attack"
4. "Vox Populi"
5. "This Is War"
6. "Search and Destroy"
7. "Closer to the Edge"
8. "The Kill"
9. "Kings and Queens"

Continental Europe
1. "Escape"
2. "Night of the Hunter"
3. "Attack"
4. "Vox Populi"
5. "Search and Destroy"
6. "A Beautiful Lie"
7. "This Is War"
8. "100 Suns"
9. "L490"
10. "Closer to the Edge"
11. "The Kill"
12. "Kings and Queens"

Radio 1 Big Weekend
1. "Escape"
2. "This Is War"
3. "Closer to the Edge"
4. "The Kill"
5. "Kings and Queens"

Asia
1. "Escape"
2. "Night of the Hunter"
3. "Attack"
4. "Search and Destroy"
5. "This Is War"
6. "Closer to the Edge"
7. "The Kill"
8. "Kings and Queens"